# 拉科納 (紐約州)
拉科納（英語：Lacona）是位於美國紐約州奧斯威戈縣的村。

## 人口
根據2020年美國人口普查的數據，拉科納的面積為2.89平方千米，當中陸地面積為2.88平方千米，而水域面積為0.01平方千米。當地共有人口657人，而人口密度為每平方千米227人。